# Limoges-Panazol (tổng)
Tổng Limoges-Panazol là một tổng của Pháp tọa lạc tại tỉnh Haute-Vienne trong vùng Nouvelle-Aquitaine.

## Hành chính
| Giai đoạn | Ủy viên        | Đảng | Tư cách            |
| --------- | -------------- | ---- | ------------------ |
| 2004-2011 | Bernard Delage | PS   | Thị trưởng Panazol |

## Phân chia đơn vị hành chính
| Xã                   | Dân số      | Mã bưu chính | Mã insee |
| -------------------- | ----------- | ------------ | -------- |
| Aureil               | 777         | 87220        | 87005    |
| Feytiat              | 5 299       | 87220        | 87065    |
| Limoges              | 133 968 (1) | 87280        | 87085    |
| Panazol              | 9 731       | 87350        | 87114    |
| Saint-Just-le-Martel | 1 959       | 87590        | 87156    |

(1) một phần của xã.

## Thông tin nhân khẩu
| 1962                                                     | 1968 | 1975 | 1982 | 1990 | 1999 |
| -------------------------------------------------------- | ---- | ---- | ---- | ---- | ---- |
| -                                                        | -    | -    | -    | -    | -    |
| Nombre retenu à partir de 1962 : dân số không tính trùng |      |      |      |      |      |